# لیگ جهانی والیبال ۲۰۰۴
لیگ جهانی والیبال ۲۰۰۴ پانزدهمین دوره از رقابت‌های لیگ جهانی می‌باشد که از ۴ ژوئن تا ۱۸ ژوئیه و با شرکت ۱۲ تیم برگزار شد. دور نهایی این دوره در رم، ایتالیا به انجام رسید.

## گروه‌بندی
| گروه A                           | گروه B                             | گروه C                                     |
| -------------------------------- | ---------------------------------- | ------------------------------------------ |
| برزیل · یونان · اسپانیا · پرتغال | فرانسه · بلغارستان · ژاپن · لهستان | ایتالیا · چین · صربستان و مونته‌نگرو · کوبا |

## دور نخست

### گروه A
| رتبه | تیم     | امتیازات | برده | باخته | ست برده | ست باخته | میانگین | امتیاز برده | امتیاز باخته | میانگین |
| ---- | ------- | -------- | ---- | ----- | ------- | -------- | ------- | ----------- | ------------ | ------- |
| ۱    | برزیل   | ۲۴       | ۱۲   | ۰     | ۳۶      | ۶        | ۶٫۰۰۰   | ۱٬۰۳۱       | ۸۲۲          | ۱٫۲۵۴   |
| ۲    | یونان   | ۱۷       | ۵    | ۷     | ۲۲      | ۲۵       | ۰٫۸۸۰   | ۱٬۰۳۰       | ۱٬۰۱۶        | ۱٫۰۱۴   |
| ۳    | اسپانیا | ۱۶       | ۴    | ۸     | ۱۹      | ۲۶       | ۰٫۷۳۱   | ۹۵۳         | ۱٬۰۱۵        | ۰٫۹۳۹   |
| ۴    | پرتغال  | ۱۵       | ۳    | ۹     | ۱۲      | ۳۲       | ۰٫۳۷۵   | ۸۷۵         | ۱٬۰۳۶        | ۰٫۸۴۵   |

 نتایج گروه A 
| بازی | تاریخ         | میزبان  | رقیب    | ست ۱  | ست ۲  | ست ۳  | ست ۴  | ست ۵  | نتیجه (ست‌ها) | نتیجه (امتیازات) |
| ---- | ------------- | ------- | ------- | ----- | ----- | ----- | ----- | ----- | ------------ | ---------------- |
| ۴    | ۴ ژوئن ۲۰۰۴   | یونان   | برزیل   | ۱۹–۲۵ | ۲۲–۲۵ | ۲۲–۲۵ | NA    | NA    | ۰–۳          | ۶۳–۷۵            |
| ۶    | ۵ ژوئن ۲۰۰۴   | اسپانیا | پرتغال  | ۲۵–۲۱ | ۲۵–۲۱ | ۲۵–۱۶ | NA    | NA    | ۳–۰          | ۷۵–۵۸            |
| ۸    | ۶ ژوئن ۲۰۰۴   | اسپانیا | پرتغال  | ۲۶–۲۴ | ۱۳–۲۵ | ۱۸–۲۵ | ۱۷–۲۵ | NA    | ۱–۳          | ۷۴–۹۹            |
| ۱۲   | ۶ ژوئن ۲۰۰۴   | یونان   | برزیل   | ۲۵–۲۱ | ۱۳–۲۵ | ۱۹–۲۵ | ۲۶–۲۴ | ۰۹–۱۵ | ۲–۳          | ۹۲–۱۱۰           |
| ۱۳   | ۱۱ ژوئن ۲۰۰۴  | یونان   | پرتغال  | ۲۵–۲۰ | ۲۵–۱۶ | ۲۵–۱۸ | NA    | NA    | ۳–۰          | ۷۵–۵۴            |
| ۱۸   | ۱۲ ژوئن ۲۰۰۴  | برزیل   | اسپانیا | ۲۶–۲۸ | ۲۵–۱۴ | ۲۵–۱۹ | ۲۵–۲۰ | NA    | ۳–۱          | ۱۰۱–۸۱           |
| ۲۲   | ۱۳ ژوئن ۲۰۰۴  | برزیل   | اسپانیا | ۲۵–۱۶ | ۲۵–۲۲ | ۲۵–۱۶ | NA    | NA    | ۳–۰          | ۷۵–۵۴            |
| ۲۴   | ۱۳ ژوئن ۲۰۰۴  | یونان   | پرتغال  | ۲۵–۱۸ | ۲۲–۲۵ | ۲۵–۲۲ | ۲۵–۱۳ | NA    | ۳–۱          | ۹۷–۷۸            |
| ۲۸   | ۱۸ ژوئن ۲۰۰۴  | اسپانیا | یونان   | ۲۶–۲۴ | ۱۵–۲۵ | ۱۷–۲۵ | ۱۶–۲۵ | NA    | ۱–۳          | ۷۴–۹۹            |
| ۳۰   | ۱۹ ژوئن ۲۰۰۴  | برزیل   | پرتغال  | ۲۵–۱۶ | ۲۵–۱۹ | ۲۵–۱۶ | NA    | NA    | ۳–۰          | ۷۵–۵۱            |
| ۳۵   | ۲۰ ژوئن ۲۰۰۴  | برزیل   | پرتغال  | ۲۵–۱۷ | ۲۵–۱۶ | ۲۵–۲۰ | NA    | NA    | ۳–۰          | ۷۵–۵۳            |
| ۳۶   | ۲۰ ژوئن ۲۰۰۴  | اسپانیا | یونان   | ۲۳–۲۵ | ۲۰–۲۵ | ۲۶–۲۸ | NA    | NA    | ۰–۳          | ۶۹–۷۸            |
| ۴۰   | ۲۶ ژوئن ۲۰۰۴  | برزیل   | یونان   | ۲۵–۲۰ | ۲۵–۲۲ | ۲۵–۲۱ | NA    | NA    | ۳–۰          | ۷۵–۶۳            |
| ۴۲   | ۲۶ ژوئن ۲۰۰۴  | پرتغال  | اسپانیا | ۲۵–۲۱ | ۲۰–۲۵ | ۱۹–۲۵ | ۴۵۹۶۲ | NA    | ۱–۳          | ۱۰۹–۱۳۳          |
| ۴۵   | ۲۷ ژوئن ۲۰۰۴  | برزیل   | یونان   | ۲۵–۲۱ | ۲۵–۱۹ | ۲۵–۲۲ | NA    | NA    | ۳–۰          | ۷۵–۶۲            |
| ۴۸   | ۲۷ ژوئن ۲۰۰۴  | پرتغال  | اسپانیا | ۱۵–۲۵ | ۲۱–۲۵ | ۱۷–۲۵ | NA    | NA    | ۰–۳          | ۵۳–۷۵            |
| ۵۰   | ۲ ژوئیه ۲۰۰۴  | اسپانیا | برزیل   | ۲۰–۲۵ | ۲۱–۲۵ | ۲۵–۲۳ | ۳۶–۳۴ | ۰۴–۱۵ | ۲–۳          | ۱۰۶–۱۲۲          |
| ۵۴   | ۳ ژوئیه ۲۰۰۴  | پرتغال  | یونان   | ۲۳–۲۵ | ۲۲–۲۵ | ۲۵–۲۳ | ۲۸–۲۶ | ۱۵–۱۳ | ۳–۲          | ۱۱۳–۱۱۲          |
| ۵۷   | ۴ ژوئیه ۲۰۰۴  | اسپانیا | برزیل   | ۱۵–۲۵ | ۲۳–۲۵ | ۱۹–۲۵ | NA    | NA    | ۰–۳          | ۵۷–۷۵            |
| ۶۰   | ۴ ژوئیه ۲۰۰۴  | پرتغال  | یونان   | ۱۸–۲۵ | ۱۷–۲۵ | ۲۶–۲۴ | ۲۵–۲۲ | ۱۵–۱۳ | ۳–۲          | ۱۰۱–۱۰۹          |
| ۶۳   | ۹ ژوئیه ۲۰۰۴  | یونان   | اسپانیا | ۲۱–۲۵ | ۲۵–۲۰ | ۱۶–۲۵ | ۲۵–۱۴ | ۱۵–۱۳ | ۳–۲          | ۱۰۲–۹۷           |
| ۶۵   | ۱۰ ژوئیه ۲۰۰۴ | پرتغال  | برزیل   | ۱۹–۲۵ | ۲۰–۲۵ | ۲۳–۲۵ | NA    | NA    | ۰–۳          | ۶۲–۷۵            |
| ۶۹   | ۱۱ ژوئیه ۲۰۰۴ | پرتغال  | برزیل   | ۲۵–۲۳ | ۱۹–۲۵ | ۱۹–۲۵ | ۱۵–۲۵ | NA    | ۱–۳          | ۷۸–۹۸            |
| ۷۲   | ۱۱ ژوئیه ۲۰۰۴ | یونان   | اسپانیا | ۲۳–۲۵ | ۲۵–۲۰ | ۱۳–۲۵ | ۱۷–۲۵ | NA    | ۱–۳          | ۷۸–۹۵            |

### گروه B
| رتبه | تیم       | امتیازات | برده | باخته | ست برده | ست باخته | میانگین | امتیاز برده | امتیاز باخته | میانگین |
| ---- | --------- | -------- | ---- | ----- | ------- | -------- | ------- | ----------- | ------------ | ------- |
| ۱    | بلغارستان | ۲۱       | ۹    | ۳     | ۳۱      | ۱۳       | ۲٫۳۸۵   | ۱٬۰۴۲       | ۹۵۰          | ۱٫۰۹۷   |
| ۲    | فرانسه    | ۲۱       | ۹    | ۳     | ۲۹      | ۱۷       | ۱٫۷۰۶   | ۱٬۰۷۲       | ۹۹۲          | ۱٫۰۸۱   |
| ۳    | لهستان    | ۱۸       | ۶    | ۶     | ۲۲      | ۲۴       | ۰٫۹۱۷   | ۱٬۰۶۳       | ۱٬۰۵۵        | ۱٫۰۰۸   |
| ۴    | ژاپن      | ۱۲       | ۰    | ۱۲    | ۸       | ۳۶       | ۰٫۲۲۲   | ۹۰۷         | ۱٬۰۸۷        | ۰٫۸۳۴   |

 نتایج گروه B 
| بازی | تاریخ         | میزبان    | رقیب      | ست ۱  | ست ۲  | ست ۳  | ست ۴  | ست ۵  | نتیجه (ست‌ها) | نتیجه (امتیازات) |
| ---- | ------------- | --------- | --------- | ----- | ----- | ----- | ----- | ----- | ------------ | ---------------- |
| ۱    | ۴ ژوئن ۲۰۰۴   | بلغارستان | فرانسه    | ۲۵–۲۰ | ۱۷–۲۵ | ۲۲–۲۵ | ۲۹–۲۷ | ۱۳–۱۵ | ۲–۳          | ۱۰۶–۱۱۲          |
| ۵    | ۵ ژوئن ۲۰۰۴   | ژاپن      | لهستان    | ۲۵–۲۲ | ۲۷–۲۹ | ۱۶–۲۵ | ۲۲–۲۵ | NA    | ۱–۳          | ۹۰–۱۰۱           |
| ۹    | ۶ ژوئن ۲۰۰۴   | ژاپن      | لهستان    | ۲۱–۲۵ | ۳۰–۲۸ | ۳۲–۳۴ | ۲۵–۲۳ | ۰۷–۱۵ | ۲–۳          | ۱۱۵–۱۲۵          |
| ۱۱   | ۶ ژوئن ۲۰۰۴   | بلغارستان | فرانسه    | ۲۵–۲۱ | ۲۵–۲۳ | ۲۵–۲۲ | NA    | NA    | ۳–۰          | ۷۵–۶۶            |
| ۱۶   | ۱۱ ژوئن ۲۰۰۴  | لهستان    | بلغارستان | ۲۵–۲۲ | ۲۵–۱۵ | ۲۱–۲۵ | ۲۵–۲۳ | NA    | ۳–۱          | ۹۶–۸۵            |
| ۱۷   | ۱۱ ژوئن ۲۰۰۴  | فرانسه    | ژاپن      | ۲۵–۱۹ | ۲۵–۱۹ | ۲۵–۱۶ | NA    | NA    | ۳–۰          | ۷۵–۵۴            |
| ۱۹   | ۱۲ ژوئن ۲۰۰۴  | لهستان    | بلغارستان | ۲۲–۲۵ | ۲۵–۲۲ | ۲۲–۲۵ | ۲۰–۲۵ | NA    | ۱–۳          | ۸۹–۹۷            |
| ۲۱   | ۱۲ ژوئن ۲۰۰۴  | فرانسه    | ژاپن      | ۲۵–۱۹ | ۲۵–۱۸ | ۲۵–۱۸ | NA    | NA    | ۳–۰          | ۷۵–۵۵            |
| ۲۶   | ۱۸ ژوئن ۲۰۰۴  | لهستان    | ژاپن      | ۲۹–۲۷ | ۲۵–۱۹ | ۲۵–۲۰ | NA    | NA    | ۳–۰          | ۷۹–۶۶            |
| ۲۹   | ۱۸ ژوئن ۲۰۰۴  | فرانسه    | بلغارستان | ۲۲–۲۵ | ۱۸–۲۵ | ۱۸–۲۵ | NA    | NA    | ۰–۳          | ۵۸–۷۵            |
| ۳۱   | ۱۹ ژوئن ۲۰۰۴  | لهستان    | ژاپن      | ۲۵–۱۳ | ۳۰–۲۸ | ۲۵–۲۱ | NA    | NA    | ۳–۰          | ۸۰–۶۲            |
| ۳۴   | ۱۹ ژوئن ۲۰۰۴  | فرانسه    | بلغارستان | ۲۴–۲۶ | ۳۰–۲۸ | ۲۵–۲۰ | ۲۵–۲۰ | NA    | ۳–۱          | ۱۰۴–۹۴           |
| ۳۸   | ۲۵ ژوئن ۲۰۰۴  | فرانسه    | لهستان    | ۲۵–۲۲ | ۲۶–۲۴ | ۲۲–۲۵ | ۲۲–۲۵ | ۱۷–۱۵ | ۳–۲          | ۱۱۲–۱۱۱          |
| ۴۱   | ۲۶ ژوئن ۲۰۰۴  | ژاپن      | بلغارستان | ۲۷–۲۹ | ۲۱–۲۵ | ۲۵–۲۳ | ۲۳–۲۵ | NA    | ۱–۳          | ۹۶–۱۰۲           |
| ۴۴   | ۲۶ ژوئن ۲۰۰۴  | فرانسه    | لهستان    | ۲۰–۲۵ | ۲۵–۲۳ | ۲۳–۲۵ | ۲۵–۱۸ | ۰۸–۱۵ | ۲–۳          | ۱۰۱–۱۰۶          |
| ۴۶   | ۲۷ ژوئن ۲۰۰۴  | ژاپن      | بلغارستان | ۱۵–۲۵ | ۱۸–۲۵ | ۲۵–۲۱ | ۲۵–۲۲ | ۱۰–۱۵ | ۲–۳          | ۹۳–۱۰۸           |
| ۴۹   | ۲ ژوئیه ۲۰۰۴  | بلغارستان | لهستان    | ۲۵–۲۳ | ۲۵–۲۰ | ۲۵–۱۵ | NA    | NA    | ۳–۰          | ۷۵–۵۸            |
| ۵۲   | ۳ ژوئیه ۲۰۰۴  | ژاپن      | فرانسه    | ۱۳–۲۵ | ۲۳–۲۵ | ۲۰–۲۵ | NA    | NA    | ۰–۳          | ۵۶–۷۵            |
| ۵۵   | ۳ ژوئیه ۲۰۰۴  | بلغارستان | لهستان    | ۲۵–۲۳ | ۲۵–۱۵ | ۲۵–۲۲ | NA    | NA    | ۳–۰          | ۷۵–۶۰            |
| ۵۸   | ۴ ژوئیه ۲۰۰۴  | ژاپن      | فرانسه    | ۲۷–۲۵ | ۱۹–۲۵ | ۱۶–۲۵ | ۲۹–۲۷ | ۱۱–۱۵ | ۲–۳          | ۱۰۲–۱۱۷          |
| ۶۱   | ۹ ژوئیه ۲۰۰۴  | لهستان    | فرانسه    | ۲۵–۲۲ | ۲۵–۲۷ | ۲۲–۲۵ | ۲۵–۲۷ | NA    | ۱–۳          | ۹۷–۱۰۱           |
| ۶۴   | ۱۰ ژوئیه ۲۰۰۴ | لهستان    | فرانسه    | ۱۷–۲۵ | ۲۴–۲۶ | ۲۰–۲۵ | NA    | NA    | ۰–۳          | ۶۱–۷۶            |
| ۶۷   | ۱۰ ژوئیه ۲۰۰۴ | بلغارستان | ژاپن      | ۲۵–۲۲ | ۲۵–۱۷ | ۲۵–۱۹ | NA    | NA    | ۳–۰          | ۷۵–۵۸            |
| ۷۱   | ۱۱ ژوئیه ۲۰۰۴ | بلغارستان | ژاپن      | ۲۵–۲۲ | ۲۵–۱۹ | ۲۵–۱۹ | NA    | NA    | ۳–۰          | ۷۵–۶۰            |

### گروه C
| رتبه | تیم                 | امتیازات | برده | باخته | ست برده | ست باخته | میانگین | امتیاز برده | امتیاز باخته | میانگین |
| ---- | ------------------- | -------- | ---- | ----- | ------- | -------- | ------- | ----------- | ------------ | ------- |
| ۱    | صربستان و مونته‌نگرو | ۲۲       | ۱۰   | ۲     | ۳۴      | ۱۴       | ۲٫۴۲۹   | ۱٬۱۳۳       | ۱٬۰۱۰        | ۱٫۱۲۲   |
| ۲    | ایتالیا             | ۱۹       | ۷    | ۵     | ۲۷      | ۱۹       | ۱٫۴۲۱   | ۱٬۰۳۶       | ۱٬۰۰۰        | ۱٫۰۳۶   |
| ۳    | کوبا                | ۱۶       | ۴    | ۸     | ۱۸      | ۲۹       | ۰٫۶۲۱   | ۱٬۰۱۷       | ۱٬۰۷۸        | ۰٫۹۴۳   |
| ۴    | چین                 | ۱۵       | ۳    | ۹     | ۱۴      | ۳۱       | ۰٫۴۵۲   | ۹۶۸         | ۱٬۰۶۶        | ۰٫۹۰۸   |

 نتایج گروه C 
| بازی | تاریخ         | میزبان              | رقیب                | ست ۱  | ست ۲  | ست ۳  | ست ۴  | ست ۵  | نتیجه (ست‌ها) | نتیجه (امتیازات) |
| ---- | ------------- | ------------------- | ------------------- | ----- | ----- | ----- | ----- | ----- | ------------ | ---------------- |
| ۲    | ۴ ژوئن ۲۰۰۴   | ایتالیا             | چین                 | ۲۵–۱۷ | ۲۵–۲۲ | ۲۵–۲۰ | NA    | NA    | ۳–۰          | ۷۵–۵۹            |
| ۳    | ۴ ژوئن ۲۰۰۴   | کوبا                | صربستان و مونته‌نگرو | ۲۱–۲۵ | ۱۷–۲۵ | ۲۵–۲۳ | ۲۹–۳۱ | NA    | ۱–۳          | ۹۲–۱۰۴           |
| ۷    | ۵ ژوئن ۲۰۰۴   | کوبا                | صربستان و مونته‌نگرو | ۲۵–۲۰ | ۲۳–۲۵ | ۲۵–۲۱ | ۱۵–۲۵ | ۱۸–۱۶ | ۳–۲          | ۱۰۶–۱۰۷          |
| ۱۰   | ۶ ژوئن ۲۰۰۴   | ایتالیا             | چین                 | ۲۵–۱۹ | ۲۶–۲۸ | ۲۵–۲۲ | ۲۵–۲۰ | NA    | ۳–۱          | ۱۰۱–۸۹           |
| ۱۴   | ۱۱ ژوئن ۲۰۰۴  | صربستان و مونته‌نگرو | چین                 | ۲۶–۲۸ | ۲۵–۲۰ | ۲۲–۲۵ | ۲۵–۱۹ | ۱۴–۱۶ | ۲–۳          | ۱۱۲–۱۰۸          |
| ۱۵   | ۱۱ ژوئن ۲۰۰۴  | ایتالیا             | کوبا                | ۲۷–۲۹ | ۲۵–۲۳ | ۲۵–۲۳ | ۱۹–۲۵ | ۱۳–۱۵ | ۲–۳          | ۱۰۹–۱۱۵          |
| ۲۰   | ۱۲ ژوئن ۲۰۰۴  | صربستان و مونته‌نگرو | چین                 | ۲۵–۱۷ | ۲۵–۲۰ | ۲۵–۱۹ | NA    | NA    | ۳–۰          | ۷۵–۵۶            |
| ۲۳   | ۱۳ ژوئن ۲۰۰۴  | ایتالیا             | کوبا                | ۲۵–۱۹ | ۲۵–۲۳ | ۲۵–۱۴ | NA    | NA    | ۳–۰          | ۷۵–۵۶            |
| ۲۵   | ۱۸ ژوئن ۲۰۰۴  | صربستان و مونته‌نگرو | کوبا                | ۲۵–۱۷ | ۲۵–۲۲ | ۱۵–۲۵ | ۲۵–۱۵ | NA    | ۳–۱          | ۹۰–۷۹            |
| ۲۷   | ۱۸ ژوئن ۲۰۰۴  | چین                 | ایتالیا             | ۲۵–۱۲ | ۲۱–۲۵ | ۲۳–۲۵ | ۲۱–۲۵ | NA    | ۱–۳          | ۹۰–۸۷            |
| ۳۲   | ۱۹ ژوئن ۲۰۰۴  | صربستان و مونته‌نگرو | کوبا                | ۲۵–۲۲ | ۲۶–۲۴ | ۲۵–۱۹ | NA    | NA    | ۳–۰          | ۷۶–۶۵            |
| ۳۳   | ۱۹ ژوئن ۲۰۰۴  | چین                 | ایتالیا             | ۲۶–۲۸ | ۱۵–۲۵ | ۱۵–۲۵ | NA    | NA    | ۰–۳          | ۵۶–۷۸            |
| ۳۷   | ۲۵ ژوئن ۲۰۰۴  | ایتالیا             | صربستان و مونته‌نگرو | ۲۵–۲۱ | ۳۰–۳۲ | ۲۵–۱۷ | ۲۴–۲۶ | ۰۸–۱۵ | ۲–۳          | ۱۱۲–۱۱۱          |
| ۳۹   | ۲۵ ژوئن ۲۰۰۴  | چین                 | کوبا                | ۲۵–۲۳ | ۲۱–۲۵ | ۲۵–۲۱ | ۲۵–۲۳ | NA    | ۳–۱          | ۹۶–۹۲            |
| ۴۳   | ۲۶ ژوئن ۲۰۰۴  | چین                 | کوبا                | ۲۱–۲۵ | ۲۵–۲۳ | ۲۵–۲۰ | ۲۵–۲۱ | NA    | ۳–۱          | ۹۶–۸۹            |
| ۴۷   | ۲۷ ژوئن ۲۰۰۴  | ایتالیا             | صربستان و مونته‌نگرو | ۲۵–۲۲ | ۲۰–۲۵ | ۱۷–۲۵ | ۱۹–۲۵ | NA    | ۱–۳          | ۸۱–۹۷            |
| ۵۱   | ۲ ژوئیه ۲۰۰۴  | کوبا                | ایتالیا             | ۲۵–۱۷ | ۱۶–۲۵ | ۲۵–۲۱ | ۱۹–۲۵ | ۰۸–۱۵ | ۲–۳          | ۹۳–۱۰۳           |
| ۵۳   | ۳ ژوئیه ۲۰۰۴  | چین                 | صربستان و مونته‌نگرو | ۲۵–۲۷ | ۲۷–۲۵ | ۲۰–۲۵ | ۲۵–۲۰ | ۱۱–۱۵ | ۲–۳          | ۱۰۸–۱۱۲          |
| ۵۶   | ۳ ژوئیه ۲۰۰۴  | کوبا                | ایتالیا             | ۲۱–۲۵ | ۱۹–۲۵ | ۲۰–۲۵ | NA    | NA    | ۰–۳          | ۶۰–۷۵            |
| ۵۹   | ۴ ژوئیه ۲۰۰۴  | چین                 | صربستان و مونته‌نگرو | ۲۰–۲۵ | ۲۳–۲۵ | ۲۰–۲۵ | NA    | NA    | ۰–۳          | ۶۳–۷۵            |
| ۶۲   | ۹ ژوئیه ۲۰۰۴  | کوبا                | چین                 | ۲۵–۲۲ | ۲۵–۱۹ | ۲۰–۲۵ | ۲۵–۲۲ | NA    | ۳–۱          | ۹۵–۸۸            |
| ۶۶   | ۱۰ ژوئیه ۲۰۰۴ | صربستان و مونته‌نگرو | ایتالیا             | ۲۶–۲۴ | ۲۵–۱۷ | ۲۳–۲۵ | ۲۵–۲۰ | NA    | ۳–۱          | ۹۹–۸۶            |
| ۶۸   | ۱۰ ژوئیه ۲۰۰۴ | کوبا                | چین                 | ۲۵–۱۸ | ۲۵–۲۳ | ۲۵–۱۸ | NA    | NA    | ۳–۰          | ۷۵–۵۹            |
| ۷۰   | ۱۱ ژوئیه ۲۰۰۴ | صربستان و مونته‌نگرو | ایتالیا             | ۲۵–۲۰ | ۲۵–۱۶ | ۲۵–۱۸ | NA    | NA    | ۳–۰          | ۷۵–۵۴            |

## دور نهایی
- میزبان:  پلازتو دلو اسپرت، رم، ایتالیا
- تمامی زمان‌ها بر اساس ساعت رسمی ایتالیا می‌باشد.

### دور نخست نهایی
| تاریخ    | ساعت  |         | امتیاز |                     | ست ۱  | ست ۲  | ست ۳  | ست ۴  | ست ۵ | مجموع  | گزارش |
| -------- | ----- | ------- | ------ | ------------------- | ----- | ----- | ----- | ----- | ---- | ------ | ----- |
| ۱۶ ژوئیه | ۱۸:۳۷ | ایتالیا | ۳–۰    | صربستان و مونته‌نگرو | ۲۵–۱۸ | ۲۵–۲۲ | ۲۵–۲۳ |       |      | ۷۵–۶۳  | P2    |
| ۱۶ ژوئیه | ۲۱:۰۷ | برزیل   | ۳–۱    | بلغارستان           | ۲۵–۱۷ | ۳۲–۳۰ | ۱۸–۲۵ | ۲۵–۲۱ |      | ۱۰۰–۹۳ | P2    |

### چهار نهایی
|  | نیمه‌نهایی           | نیمه‌نهایی |   |                     | نهایی     | نهایی |  |
|  |                     |           |   |                     |           |       |  |
|  | ۱۷ ژوئیه            |           |   |                     |           |       |  |
|  | برزیل               | ۳         |   |                     |           |       |  |
|  | صربستان و مونته‌نگرو | ۰         |   |                     |           |       |  |
|  |                     |           |   |                     |           |       |  |
|  |                     |           |   |                     | ۱۸ ژوئیه  |       |  |
|  |                     |           |   |                     | برزیل     | ۳     |  |
|  |                     | ایتالیا   | ۱ |                     |           |       |  |
|  |                     |           |   |                     |           |       |  |
|  |                     |           |   |                     |           |       |  |
|  |                     |           |   |                     | مکان سوم  |       |  |
|  | ۱۷ ژوئیه            | ۱۷ ژوئیه  |   | ۱۸ ژوئیه            | ۱۸ ژوئیه  |       |  |
|  | ایتالیا             | ۳         |   | صربستان و مونته‌نگرو | ۳         |       |  |
|  | بلغارستان           | ۰         |   |                     | بلغارستان | ۰     |  |

#### نیمه‌نهایی
| تاریخ    | ساعت  |         | امتیاز |                     | ست ۱  | ست ۲  | ست ۳  | ست ۴ | ست ۵ | مجموع | گزارش |
| -------- | ----- | ------- | ------ | ------------------- | ----- | ----- | ----- | ---- | ---- | ----- | ----- |
| ۱۷ ژوئیه | ۱۸:۳۷ | ایتالیا | ۳–۰    | بلغارستان           | ۲۵–۲۱ | ۲۵–۱۸ | ۲۵–۲۱ |      |      | ۷۵–۶۰ | P2    |
| ۱۷ ژوئیه | ۲۱:۰۷ | برزیل   | ۳–۰    | صربستان و مونته‌نگرو | ۲۵–۲۳ | ۳۲–۳۰ | ۲۵–۲۰ |      |      | ۸۲–۷۳ | P2    |

#### بازی مکان سوم
| تاریخ    | ساعت  |                     | امتیاز |           | ست ۱  | ست ۲  | ست ۳  | ست ۴ | ست ۵ | مجموع | گزارش |
| -------- | ----- | ------------------- | ------ | --------- | ----- | ----- | ----- | ---- | ---- | ----- | ----- |
| ۱۸ ژوئیه | ۱۶:۰۷ | صربستان و مونته‌نگرو | ۳–۰    | بلغارستان | ۲۵–۲۳ | ۲۵–۱۹ | ۲۵–۲۰ |      |      | ۷۵–۶۲ | P2    |

#### نهایی
| تاریخ    | ساعت  |       | امتیاز |         | ست ۱  | ست ۲  | ست ۳  | ست ۴  | ست ۵ | مجموع  | گزارش |
| -------- | ----- | ----- | ------ | ------- | ----- | ----- | ----- | ----- | ---- | ------ | ----- |
| ۱۸ ژوئیه | ۱۸:۳۷ | برزیل | ۳–۱    | ایتالیا | ۲۷–۲۵ | ۲۵–۱۹ | ۲۵–۲۷ | ۲۵–۱۷ |      | ۱۰۲–۸۸ | P2    |

## رده‌بندی نهایی
| رتبه | تیم                 |
| ---- | ------------------- |
| 1    | برزیل               |
| 2    | ایتالیا             |
| 3    | صربستان و مونته‌نگرو |
| ۴    | بلغارستان           |
| ۵    | فرانسه              |
| ۵    | یونان               |
| ۷    | کوبا                |
| ۷    | لهستان              |
| ۷    | اسپانیا             |
| ۱۰   | چین                 |
| ۱۰   | ژاپن                |
| ۱۰   | پرتغال              |

| قهرمان لیگ جهانی ۲۰۰۴   |
| ----------------------- |
| · برزیل · چهارمین عنوان |

## جوایز
- باارزش‌ترین بازیکن

 آندره‌آ سارتورتی
- بهترین اسپک زننده

 ساموئل پاپی
- بهترین دفاع کننده

 لوئیجی مسترانجلو
- بهترین سرویس زننده

 ماتی کازیسکی